# Чикони (Мачерата)
Чикони (итал. Cicconi) насеље је у Италији у округу Мачерата, региону Марке.
Према процени из 2011. у насељу је живело 22 становника. Насеље се налази на надморској висини од 722 м.